# Belley
{{posodobi}} v skladu z novo upravno delitvijo Francije 2016
Belley (frankoprovansalsko: Bèlê) je naselje in občina v jugovzhodni francoski regiji Rona-Alpe, podprefektura departmaja Ain. Leta 2011 je naselje imelo 8.761 prebivalcev.

## Geografija
Belley se nahaja v južnem delu nekdanje province Bugey, 80 km jugovzhodno od središča departmaja Bourga. Kraj je sedež škofije Belley-Ars.

## Administracija
Belley je sedež istoimenskega kantona, v katerega so poleg njegove vključene še občine Ambléon, Andert-et-Condon, Arbignieu, Brégnier-Cordon, Brens, Chazey-Bons, Colomieu, Conzieu, Cressin-Rochefort, Izieu, Lavours, Magnieu, Massignieu-de-Rives, Murs-et-Gélignieux, Nattages, Parves, Peyrieu, Pollieu, Prémeyzel, Saint-Bois, Saint-Champ, Saint-Germain-les-Paroisses in Virignin s 18.505 prebivalci. 
Kraj je prav tako sedež okrožja, kamor so vključeni še kantoni Ambérieu-en-Bugey, Champagne-en-Valromey, Hauteville-Lompnès, Lagnieu, Lhuis, Saint-Rambert-en-Bugey, Seyssel in Virieu-le-Grand z 94.678 prebivalci.

## Zgodovina
Belley, prvotno rimska naselbina, je postal sedež škofije v 5. stoletju. V srednjem veku je bil glavno mesto province Bugey, sprva odvisne od Savojcev, leta 1601 pa predane Franciji. 
Leta 1385 je bil kraj skoraj povsem uničen v ognjenih zubljih, pozneje obnovljen pod nadzorom vojvodov Savojskih, ki so ga obdali z obzidjem.

## Zanimivosti
- Katedrala sv. Janeza Krstnika; francoski zgodovinski spomenik.
- Škofijska palača; zgodovinski spomenik.